# Sukth
Sukth é uma cidade e município (em albanês:  bashkia) da Albânia localizado no distrito de Durrës, prefeitura de Durrës.